# アミスタッド号事件

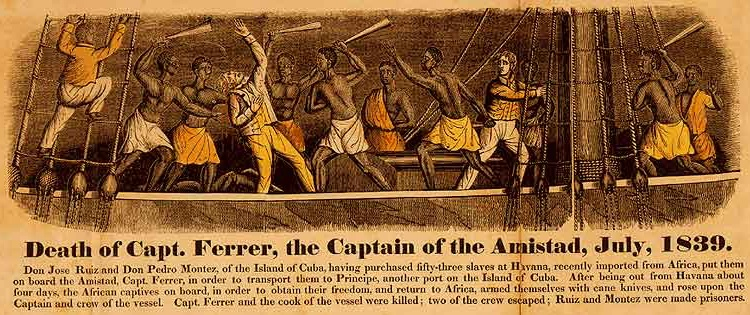
アミスタッド号の反乱

アミスタッド号事件（アミスタッドごうじけん）は、1839年にスペイン籍の奴隷輸送船で起こった乗っ取り事件。それに関連してアメリカ合衆国で行われた一連の裁判についても説明する。
キューバ沿岸を航行中のスペイン籍の商船ラ・アミスタッド号では、船内のアフリカ人奴隷が反乱を起こし、船を乗っ取った。その後彼等はアメリカ合衆国ニューヨーク州ロングアイランド近辺（現モントーク岬州立公園（Montauk Point State Park））にてアメリカ海軍により逮捕、勾留された。本事件に関連して米国で行われた裁判は、「アミスタッド号事件」として大きく注目を集め、奴隷廃止運動を前進させる結果をもたらした。1840年、連邦予審法廷は、これらのアフリカ人たちについては、もともとのアフリカ大陸からの移送が非合法であったと認定し、彼等は法的に奴隷ではなく、自由の身にあると認めた。1841年3月9日、合衆国最高裁判所によりこれらの事項が認められ、1842年、これらのアフリカ人たちは故郷へ帰還した。

## 海上の反乱

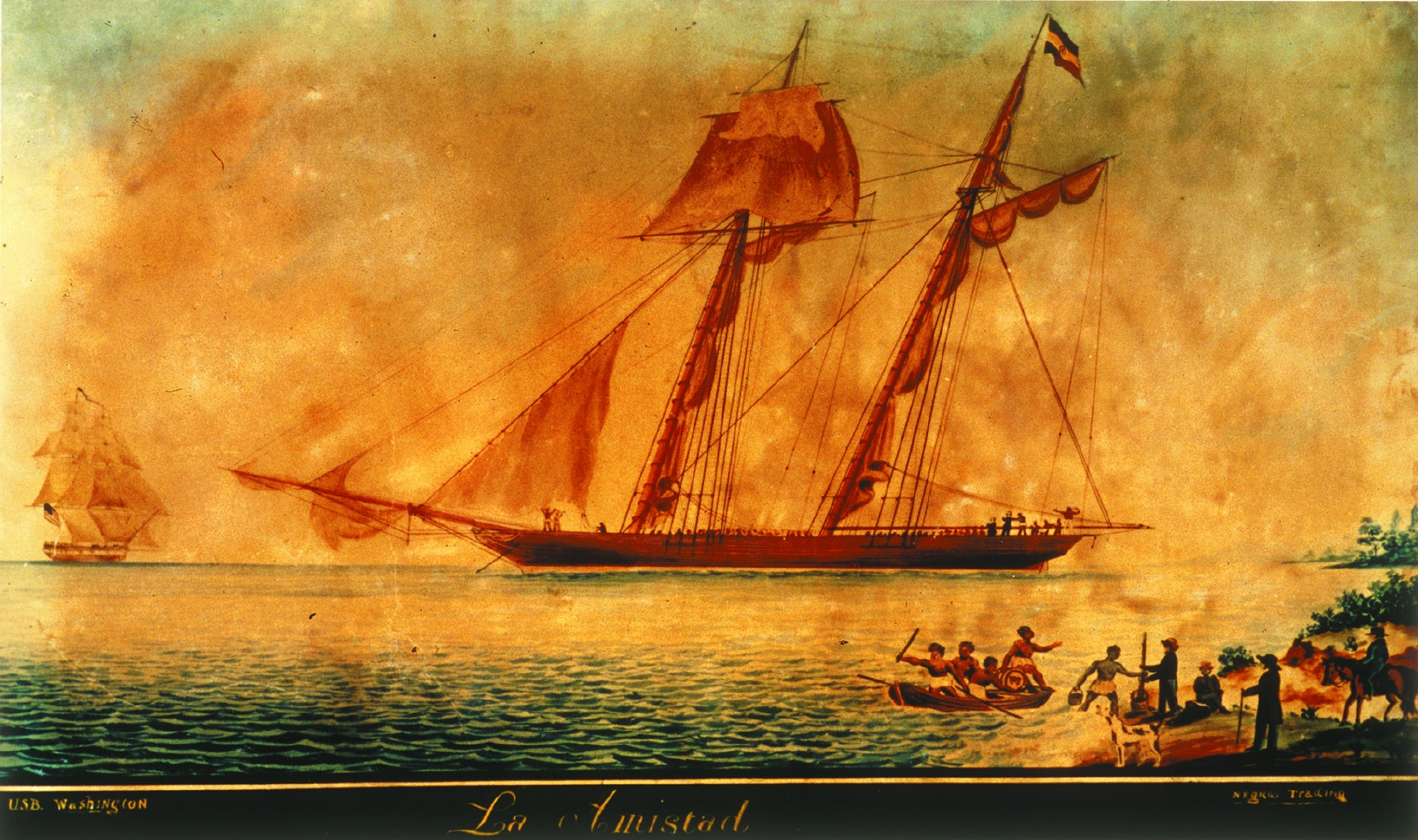
ロングアイランドの半マイル沖に投錨したアミスタッド号より数名のアフリカ人たちが水や物資を確保するために上陸している

アミスタッド号の航海は、1839年6月28日、当時はスペイン植民地であったキューバのハバナから始まった。船には、奴隷として購入されたとされた53人のアフリカ人が乗っていた。船は、キューバのプエルト・プリンチペ（カマグエイ州）に向かっていたが、7月2日、アフリカ人の一人、ジョゼフ・シンケ（Joseph Cinqué、本名Sengbe Pieh）が自らの鎖を解くことに成功し、仲間の鎖も解いた。彼等は、船のコック（アフリカ人たちに対して、目的地に着いたあとどのようにして彼等が殺され、食べられることになっているかを語って脅していた）と船長を殺害、2人のアフリカ人も戦闘の中で命を失い、また2人の船員が逃走した。アフリカ人たちは、偽造書類上奴隷たちの所有者となっていたホセ・ルイス（José Ruiz）とペドロ・モンテス（Pedro Montez）の2人については、彼等が船をアフリカに向かわせると信じて殺さず、また船長が個人的に所有していた奴隷についても命を奪わなかった。
しかし、舵を握ったルイスたちはアフリカ人たちをだまし、アミスタッド号をアメリカ合衆国海岸沿いに北へ航行させた。アミスタッド号は沿岸でしばしば目撃され、同年8月26日、ロングアイランドの半マイル沖に投錨し、数名のアフリカ人たちが水や物資を確保するために上陸した際に、アメリカ海軍ブリッグ艦ワシントン号（1837年建造）により発見された。司令官のゲドニー（Gedney）大尉の命令により、ワシントン号乗員はアミスタッド号および奴隷たちを拘留し、コネチカット州へ連行した。大尉はそこで海事法に基づいて、船体、積荷、およびアフリカ人たちの海難救助報告書を提出した（この行為は、文書誹毀罪に相当）。伝えられるところによれば、ゲドニー大尉はコネチカット州では（ニューヨーク州とは異なり）奴隷所有が合法であったために、コネチカット州に上陸し、奴隷たちから利益を得ようとしていた。

## アミスタッド号関連訴訟

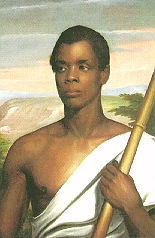
ジョゼフ・シンケ（1839年）

1839年9月、反乱罪および殺人罪に関する訴訟が、コネチカット州ハートフォードの合衆国巡回裁判所に提訴された。裁判所は、本件がスペイン領海内のスペイン籍船上で起きた行為であり、本裁判所に管轄権はないとした。
そのため、複数のグループが奴隷、船、積荷に関する所有権を巡る訴訟を、巡回裁判所よりも下位の地方裁判所へ提訴した。訴訟を起こしたグループには、ルイスとモンテス、ゲドニー大尉と、ロングアイランドの浜辺でアフリカ人たちに遭遇し、その逮捕に助力したと主張するヘンリー・グリーン大佐がいた。またスペイン政府は、1795年に米西間で結ばれたピンクニー条約（Pinckney's treaty）に基づいて、船体、積荷および奴隷をスペインへ返還するように求めた。本条約の第9条には「公海上にて海賊、盗賊の手から救出された全ての船および商品は、その性格に関わらず、全て正しい所有者に返還される」（"all ships and merchandises of what nature soever, which shall be rescued out of the hands of pirates or robbers on the high seas, …shall be restored, entire, to the true proprietor"）と記されていた。そのため、合衆国はスペイン政府の代理として、所有権を提訴した。
奴隷廃止運動家たちは、ニューヨークシティの商人であったルイス・タッパン（Lewis Tappan）を指導者として「アミスタッド協会」（Amistad Committee）を設立し、アフリカ人を弁護するための資金を集めた。当初、英語もスペイン語も話さないアフリカ人たちとの意志疎通は困難を窮めた。そこで言語学者ウィラード・ギブズ（Willard Gibbs）はアフリカ人たちの母語であるメンデ語で10までの数字を覚え、ニューヨークの港に赴いて、通訳の出来る人物が見つかるまで大きな声で数を数え続けた。この人物は、英国籍フリゲート艦バザード号（Buzzard）に乗る二十歳の水夫、ジェームズ・コヴェイ（James Covey）であった。コヴェイ自身、西アフリカ出身の元奴隷である。
奴隷廃止運動家たちは、ホセ・ルイスとペドロ・モンテスに対して暴行、誘拐、および不当監禁の罪で訴訟した。同年10月にニューヨークにて彼等が逮捕されると、保守層およびスペイン政府は激怒し、彼等は保釈されキューバへ向かった。
奴隷廃止運動家たちの地方裁判所における主たる主張は、1817年のイギリスとスペイン間の条約と、これに基づくスペイン政府の宣言によって、大西洋を横断する奴隷貿易は非合法となっている、ということであった。そして、彼等が立証したのは、アフリカ人たちは、メンディランド（現シエラレオネ）にて捕らえられ、1839年4月にフリータウンの南、ロンボコにてポルトガル人貿易商に売られ、ポルトガル籍船にて非合法にハバナに輸送されたということであった。よって、アフリカ人たちは奴隷ではなく、非合法な誘拐の被害者であり、自由が認められるべきであった。彼等が1820年以前からキューバ内で奴隷であったことを示す書類は偽造であると示された（これはキューバでは広く行われている行為であった）。
当時のアメリカ合衆国大統領マーティン・ヴァン・ビューレンは、奴隷制については特に強い主張を持っていなかったが、スペインとの関係や、南部からの再選支持を憂慮し、スペイン政府側に立場をおいた。彼は、望ましい判決がでたら、上告が行われないうちにアフリカ人たちをキューバに送るよう合衆国政府のスクーナーをニューヘイブン港に準備させた。
しかし、地方裁判所は奴隷廃止運動家の主張を認め、1840年1月、アミスタッド号と積荷をゲドニー大尉に引き渡し、アフリカ人たちは合衆国政府によって母国へ帰還させるよう命じた。（アメリカ合衆国連邦政府は、1808年に他国との奴隷貿易を禁じ、1818年施行（1819年改正）の法により、密貿易による奴隷は全て政府の負担により帰還させることを決定している。）アミスタッド号船長所有の奴隷は、船長の相続人の合法的所有物と認められ、キューバへの送還が命じられた（この奴隷はカナダへ逃亡）。
合衆国政府の法定代理人は、ヴァン・ビューレンの命令により、巡回裁判所へ即時抗告を行った。巡回裁判所は1840年4月に地方裁判所の判決を支持しつつも、国際的重要性を鑑みて、最高裁判所へ案件を送致した。
この時点に及んで、前大統領、マサチューセッツ州選出連邦議会議員ジョン・クィンシー・アダムズが、最高裁判所においてアフリカ人たちの弁護を行うことを引き受けた。最高裁判所は、アフリカ人たちが誘拐されたものであると認定し、彼等が（スペインの法に照らしても）合法的な奴隷ではなく、ルイスとモンテスの所有物ではなく、よってピンクニー条約第9条は適用されないとし、その自由を認め、暴力行為によって自身の自由を守る権利を認めた（The Amistad, 40 U.S. 518 (1841)）。また、彼等は合衆国に売却目的で運ばれたのではないため、1818年施行の法は適用されず、連邦政府はそのアフリカへの帰還費用を負担する義務なし、とした。

## 判決後
アフリカ人たちは自由の身となった。この時点の生存者、35人の未成年を含む男性と3人の女児は、奴隷廃止運動家たちによって地下鉄道の「中央大駅」（Grand Central Station）と呼ばれていたコネチカット州ファーミントンに連れてこられた。アミスタッド協会は、引き続きアフリカ人たちに英語とキリスト教の教義を教え、彼等の母国帰還費用のための寄付を募った。1842年初頭、36人の生存者が、数人の宣教師とともにアフリカに帰還し、メンディランドに布教本部が設置された。アミスタッド協会は後にアメリカ宣教師協会（American Missionary Association）へと発展し、メンディランドでの布教支援、奴隷廃止運動、また合衆国内での解放奴隷のための学校設立活動に従事した。
スペイン側はこの判決を不服とし、以後20年、スペイン女王イサベル2世を筆頭に、アメリカ大統領に賠償を要求し続けることとなった。南部州選出の議員が幾度か連邦議会に補償決議案を提出した。11代大統領ジェームズ・ポーク、15代大統領ジェームズ・ブキャナンによりこの活動は支持されたが、可決されることはなかった。
ジョゼフ・シンケはしばしば、アフリカ帰還後、奴隷貿易に手を染めたと言われる。しかしこの主張を裏付ける文献は一切なく、名の通った歴史家の間での評価は「立証されていない」とするものから、「おそらく事実ではない」とするものまで割れている。現在のところ、その証拠としうるのは、アフリカにおけるオーラル・ヒストリー史料や、ウィリアム・Ａ・オーウェンズ（William A. Owens）による、アメリカ宣教師協会所属の宣教師たちの手になる、シンケが奴隷貿易を行っていることを示唆する手紙を見たとする主張のみである。
なお、アメリカ合衆国は1841年に、アミスタッド号事件と類似するクレオール号事件に直面した。

## その他

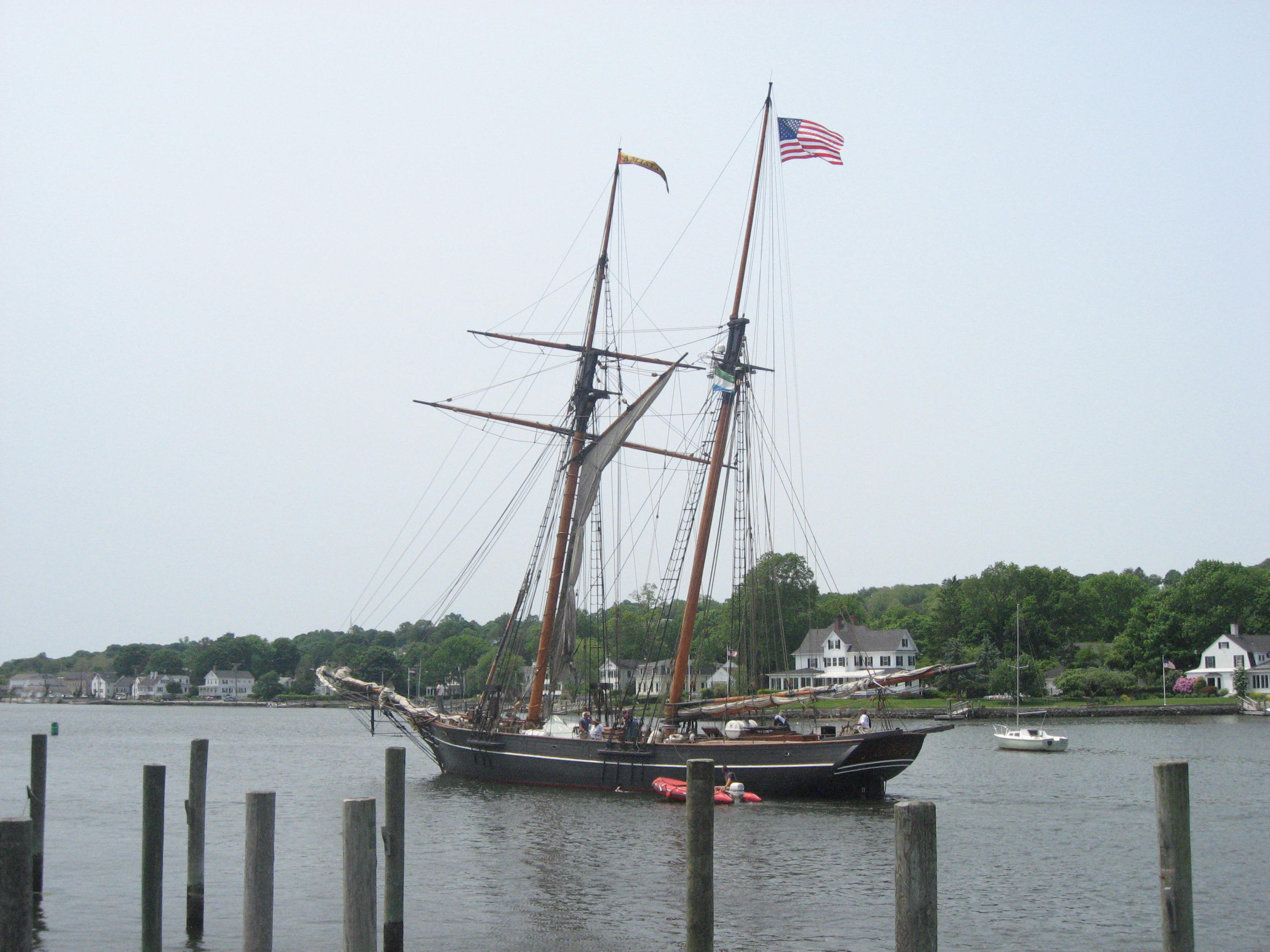
アミスタッド号のレプリカ

2000年3月、アミスタッド号のレプリカ船（正式名称フリーダム・スクーナー・アミスタッド号（Freedom Schooner Amistad））がコネチカット州ミスティックのミスティック港（Mystic Seaport）から進水した。現在は、アミスタッド事件の裁判が行われたニューヘイブンを母港とし、奴隷制、人種差別、公民権の歴史を広く知らしめるために活動している。
コネチカット州ニューヘイブンの市庁舎脇に、シンケの像が建てられている。

## 映画
1997年に映画『アミスタッド』が、作製・公開されている。監督はスティーヴン・スピルバーグ、配役はジョン・クィンシー・アダムズにアンソニー・ホプキンス、アフリカ人のリーダー、シンケにジャイモン・ハンスゥ、アフリカ人たちを弁護する弁護士にマシュー・マコノヒーが配されている。